# Stade municipal de Maspalomas
Le Stade municipal de Maspalomas (en espagnol : Estadio Municipal de Maspalomas), est un stade omnisports espagnol, principalement utilisé pour le football et l'athlétisme, situé à Maspalomas, localité de la commune de San Bartolomé de Tirajana, sur l'île de Grande Canarie dans les Îles Canaries.
Le stade, doté de 6 000 places et inauguré en 1992, sert d'enceinte à domicile à l'équipe de football du Club Deportivo Maspalomas.

## Histoire
Le stade ouvre ses portes en 1992 dans le quartier de San Fernando. Il est inauguré le 13 septembre 1992.
Le premier club à inaugurer le stade pour ses matchs est l'UD Deportiva San Fernando, et ce jusqu'en 2000. Cette même année, le club de l'Universidad Las Palmas s'installe au stade durant deux saisons.